# Schkeuditz
Schkeuditz est une ville de Saxe (Allemagne), située dans l'arrondissement de Saxe-du-Nord, dans le district de Leipzig. C'est également la ville où est implanté l'aéroport de Leipzig-Halle, le plus gros du centre de l'Allemagne.

## Jumelages
La ville de Schkeuditz est jumelée avec :
- Seelze (Allemagne)
- Bühl (Allemagne)
- Villefranche-sur-Saône (France) depuis 1968
- Oslavany (Tchéquie)